# Động vật trong không gian
Động vật trong không gian ban đầu được dùng để kiểm tra khả năng sống sót của không gian vũ trụ, trước khi thử nghiệm chính thức việc đưa con người lên không gian. Sau đó, các động vật không phải người khác đã được bay lên vũ trụ để điều tra các quá trình sinh học khác nhau và các hiệu ứng vi trọng lực và chuyến bay vào vũ trụ có thể có trên chúng. Bioastronautics là một lĩnh vực nghiên cứu kỹ thuật sinh học mở rộng nghiên cứu và hỗ trợ sự sống trong không gian. Đến nay, bảy chương trình không gian quốc gia đã đưa động vật vào vũ trụ: Liên Xô, Hoa Kỳ, Pháp, Argentina, Trung Quốc, Nhật Bản và Iran.
Một loạt các động vật không phải người đã được đưa lên vũ trụ, bao gồm khỉ, chó, rùa và côn trùng. Hoa Kỳ đã triển khai các chuyến bay chứa khỉ và linh trưởng chủ yếu trong giai đoạn 1948-1961 với một chuyến bay vào năm 1969 và một chuyến vào năm 1985. Pháp đã triển khai hai chuyến bay chở khỉ vào năm 1967. Liên Xô và Nga đã phóng khỉ từ năm 1983 đến 1996. Trong những năm 1950 và Những năm 1960, chương trình không gian của Liên Xô đã sử dụng một số con chó cho các chuyến bay vào quỹ đạo không gian và quỹ đạo. Hai con rùa và nhiều loại côn trùng là cư dân đầu tiên của Trái đất đi vòng quanh Mặt trăng, trong nhiệm vụ Zond 5 năm 1968.
Động vật đã được sử dụng trong thám hiểm hàng không từ năm 1783 khi anh em nhà Montgolfier gửi một con cừu, một con vịt và một con gà trống ở trên khinh khí cầu (con vịt đóng vai trò điều khiển thử nghiệm). Nguồn cung tên lửa V-2 của Đức bị hạn chế dẫn đến việc Mỹ sử dụng các vụ phóng khinh khí cầu tầm cao mang theo ruồi giấm, chuột, chuột đồng, chuột lang, mèo, chó, ếch, cá vàng và khỉ lên độ cao tới 44.000 m (144.000 ft; 27 mi). Các chuyến bay khinh khí cầu tầm cao từ 1947 đến 1960 đã thử nghiệm phơi nhiễm phóng xạ, phản ứng sinh lý, hỗ trợ sự sống và hệ thống phục hồi. Các chuyến bay khinh khí cầu có người lái ở độ cao cao của Hoa Kỳ xảy ra trong cùng một khung thời gian, một trong số đó cũng mang theo ruồi giấm.